# Jean-Louis Voille
Jean-Louis Voille (* um 1744 in Paris; † um 1802/03 in Sankt Petersburg) war ein französischer Maler.

## Leben
Jean-Louis Voille studierte bei François Hubert Drouais. Anfang der 1770er arbeitete Voille in Russland, wo er ab 1780 Hofmaler des Großfürsten Pavel Petrowitsch, des nachmaligen Zaren Paul I wurde. Mitte der 1790er kehrte er nach Frankreich zurück. Nachdem Kaiser Napoléon Bonaparte die Macht übernommen hatte, wechselte er jedoch wieder nach Sankt Petersburg, wo sich augenscheinlich seine Spur verliert. Es werden gleichberechtigt immerhin drei verschiedene Todesjahre genannt (1797, 1803 und 1805), vermutlich auch eine indirekte Folge daraus, dass einige seiner Werke bis vor kurzem der berühmteren Élisabeth Vigée-Lebrun zugeschrieben worden waren, die einen ähnlichen Malstil pflegte.

## Galerie

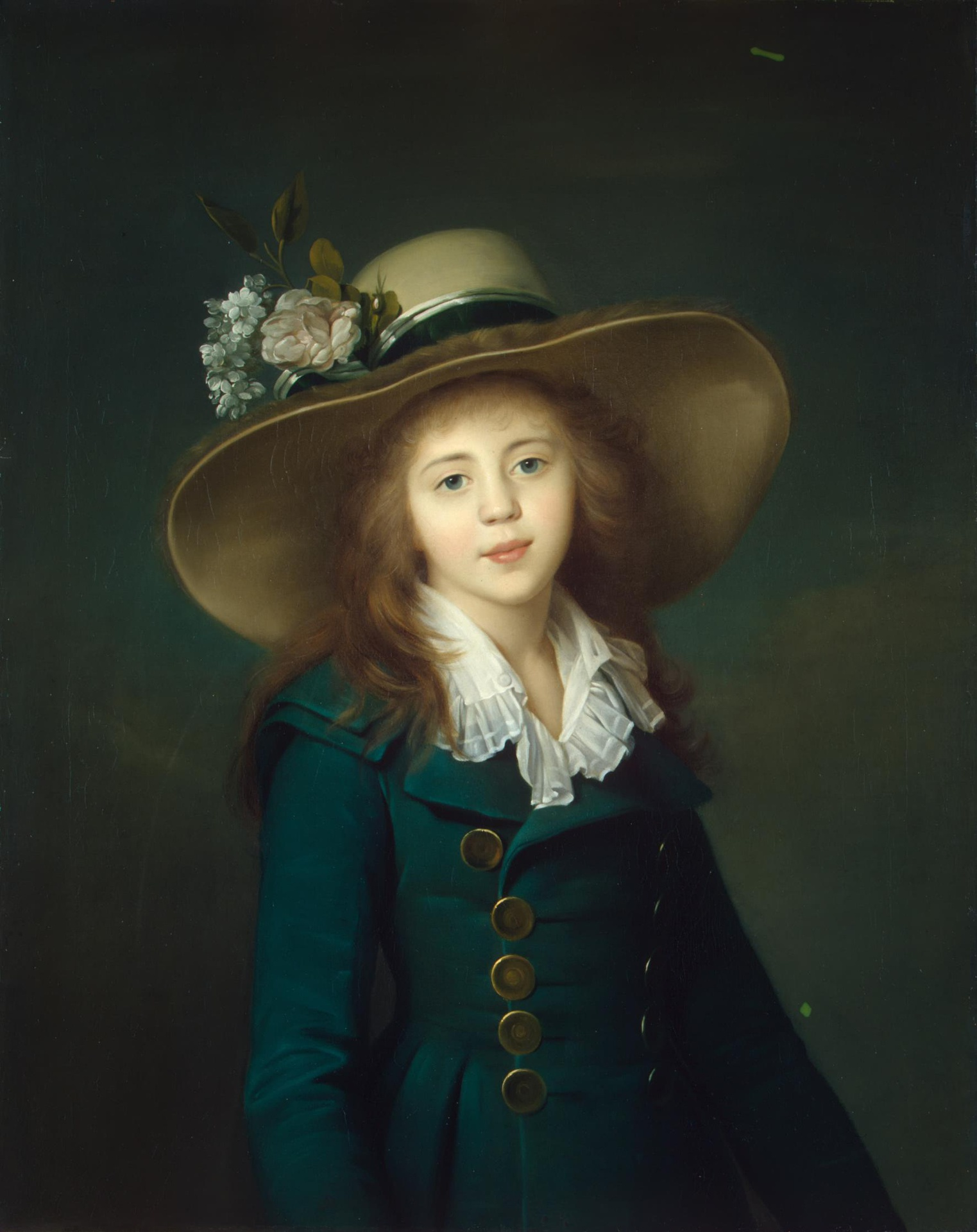
Baronesse Stroganowa, fünfzehnjährig (1781–82)
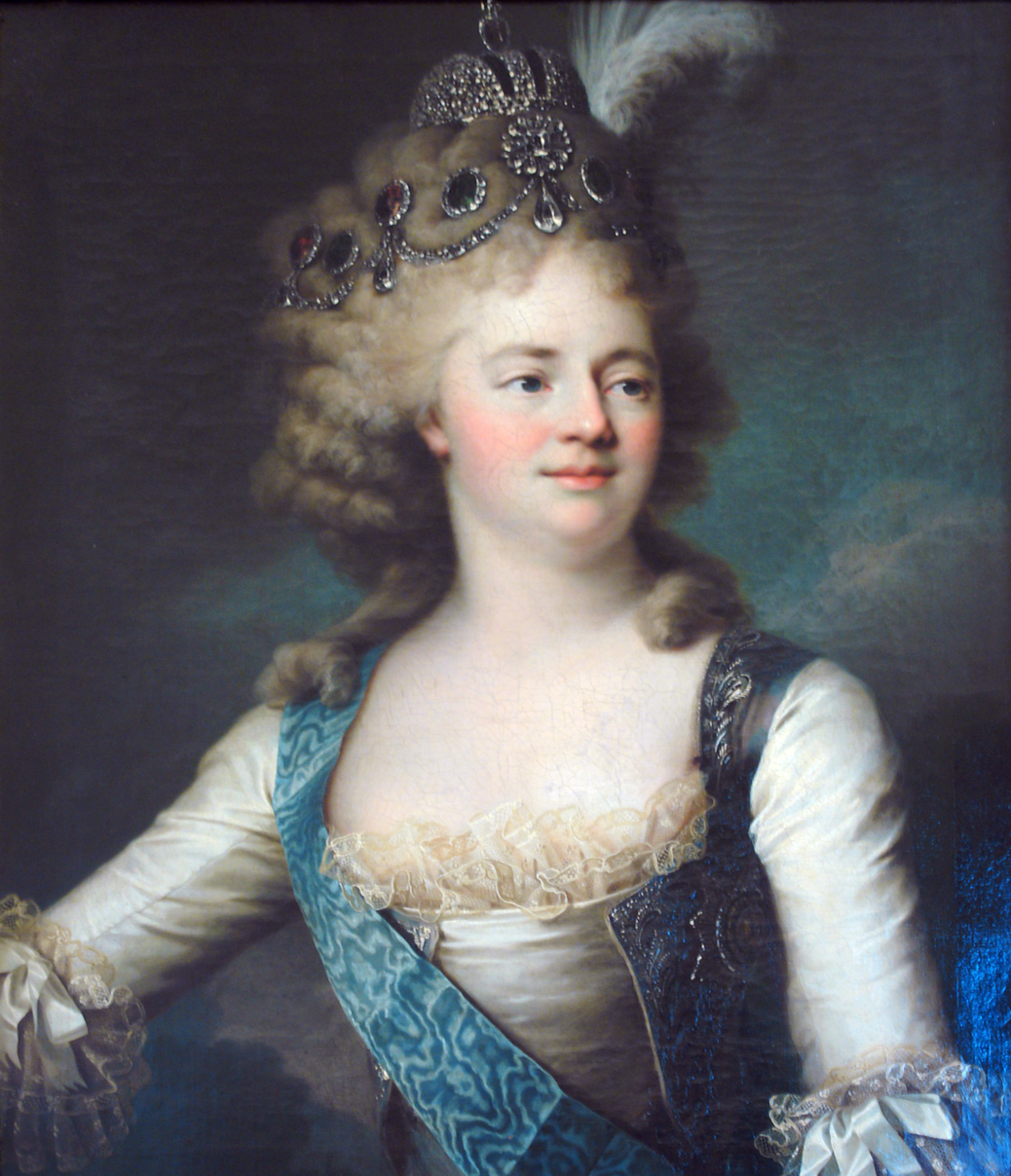
Die Zarin Maria Feodorowna
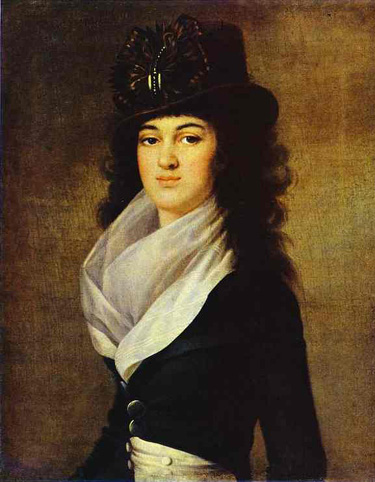
Anna Petrowna Loputschina, verheiratete Gagarina, Maitresse des Zaren Paul I